# Soesiladeepakius
Soesiladeepakius là một chi nhện trong họ Salticidae.

## Các loài
- Soesiladeepakius arthrostylus Ruiz & Maddison, 2012 — Brazil
- Soesiladeepakius aschnae Makhan, 2007 — Suriname
- Soesiladeepakius biarmatus Ruiz & Maddison, 2012 — Brazil
- Soesiladeepakius gasnieri Ruiz & Maddison, 2012 — Brazil
- Soesiladeepakius lyra Ruiz & Maddison, 2012 — Brazil
- Soesiladeepakius retroversus Ruiz & Maddison, 2012 — Brazil
- Soesiladeepakius uncinatus Ruiz & Maddison, 2012 — Brazil